# 側身蟾杜父魚
側身蟾杜父魚，為輻鰭魚綱鮋形目杜父魚亞目隱棘杜父魚科的其中一種，為亞熱帶海水魚，分布於西南太平洋紐西蘭海域，棲息深度16-150公尺，體長可達21.5公分，棲息在底層水域，生活習性不明。